# Marcus Culey
Marcus Culey, né le 15 novembre 1993 à Sydney, est un coureur cycliste australien.

## Biographie
En  2017, Marcus Culey remporte le Tour des Moluques, sous les couleurs de l'équipe St George Continental,. Il termine également quatrième du Tour de Quanzhou Bay en Chine.

## Palmarès
- 2017
  - Tour des Moluques :
    - Classement général
    - 1re étape
- 2018
  - 1re étape du Tour de l'Ijen
  - 2e du Tour de Siak
- 2019
  - 1re étape du Tour de Langkawi
  - 3e étape du Tour d'Indonésie
  - Tour de Selangor : 
    - Classement général
    - 1re, 2e, 3e et 4e étapes
- 2020
  - 3e du championnat d'Australie sur route
  - 3e du Tour de Taïwan
- 2022
  - 2e étape du Tour de Southland

## Classements mondiaux
| Année                                 | 2017 | 2018 | 2019 | 2020 | 2021 | 2022 | 2023  |
| ------------------------------------- | ---- | ---- | ---- | ---- | ---- | ---- | ----- |
| Classement mondial                    | 917e | 775e | 813e | 182e | nc   | nc   | 2784e |
| UCI Asia Tour                         | 156e | 80e  |      |      |      |      |       |
| UCI Oceania Tour                      | 46e  | nc   | 44e  | 13e  | nc   | nc   | nc    |
|                                       |      |      |      |      |      |      |       |
| Légende : nc = non classéSource : UCI |      |      |      |      |      |      |       |